# Walter Riedel
Não confundir com Klaus Riedel ou Walther Riedel, que também foram engenheiros em Peenemünde.
Walter J H "Papa" Riedel (✰ 5 de dezembro de 1902 — ✝ 1 de janeiro de 1968) foi um engenheiro da Alemanha Nazista que exerceu o cargo de desenhista chefe do projeto do míssil V-2. A cratera Riedel na Lua, foi batizada em sua homenagem (e também em homenagem a Klaus Riedel).